# Гранична схильність до споживання
Грани́чна схи́льність до спожива́ння (в економіці) — частка загального доходу або збільшення доходу, яку споживачі схильні витрачати на товари та послуги, а не на заощадження.  
Збільшення споживання, спричинене збільшенням доходу, поділеним на це збільшення доходу, відоме як гранична схильність до споживання. Оскільки домогосподарства розподіляють свої доходи між витратами на споживання та заощадженнями, сума схильності до споживання та схильності до заощаджень завжди буде дорівнювати одиниці.
Відношення загального споживання до загального доходу відоме як середня схильність до споживання. 
Зазвичай вважається, що середня схильність споживати за рахунок поточного доходу є вищою для сімей з низьким доходом, ніж для сімей з високим доходом. Сім’ї з найнижчим рівнем доходу, наприклад, можуть бути змушені розтратити гроші або влізти в борги лише для того, щоб забезпечити собі найнеобхідніше, тоді як ці самі потреби вимагають значно меншої частки високих доходів. Таким чином, середня схильність сім’ї з низьким доходом до споживання може бути більшою за одиницю, а для сім’ї з високим доходом – дещо часткою одиниці. 
Для багатьох економістів гранична схильність до споживання вважається більш значущим поняттям. За допомогою процесу мультиплікатора (див. мультиплікатор) гранична схильність до споживання визначає загальний вплив на національний дохід початкових змін в інвестиціях або державних видатках.